# Europska mreža za edukaciju konzervatora restauratora ENCoRE
Europska mreža za edukaciju konzervatora restauratora ENCoRE, organizacija je koja okuplja vodeće europske institucije za obrazovanje konzervatora restauratora. Utemeljena je 1997. godine u Dresdenu. Inicijativu za utemeljenje pokrenule su Hochschule für Bildende Künste iz Dresdena, Akademie der Bildenden Künste iz Beča i The Royal Danish Academy of Fine Arts, School of Conservation, iz Kopenhagena. ENCoRE teži promociji edukacije konzervatora restauratora na akademskoj razini u Europi,sukladno dokumentu Professional Guidelines of E.C.C..O. 1993./94. (1) te dokumentu iz Pavije iz 1997. (2).

## Ciljevi
- Stvaranje i promocija prilika za suradnju između europskih akademskih institucija koje educiraju konzervatore restauratore.
- Potiče ,utemeljuje i promovira nova partnerstva između institucija koje provode konzervatorsko restauratorske radove na visokoj kvalitativnoj razini

ENCoRE će ove ciljeve ostvariti kroz:
- poticanje stvaranja prilika za razmjenu studenata konzervacije
- poticanje razmjene predavača između institucija za obrazovanje konzervatora restauratora
- poboljšanje prilika za   efikasnu suradnju na polju istraživanja
- utemeljenje svima dostupne i trajno dopunjavane baze podataka o strukturi i aktivnosti pojedinih institucija koje obrazuju konzervatore restauratore
- definiranje i razvoj potencijalnih kolaborativnih projekata unutar članica mreže
- definiranje i razvoj kolaborativnih projekata s odabranim vanjskim partnerima
- istraživanje potencijala za razmjenu sukladno European Credit Transfer System ECTS sustavu
- istraživanje i razvoj metodologija edukacije konzervacije restauracije
- pregled i artikulacija jednakog nivoa edukacije unutar mreže,te širenje saznanja o rezlutatima   aktivnosti ENCoRE mreže
- širenje znanja o rezultatima istraživačkih projekata mreže
- Promocija i potpora izdavanju publikacija o studentskim istraživačkim projektima

## ENCORE i hrvatske institucije za obrazovanje konzervatora restauratora
Republika Hrvatska nije član ENCORE mreže. Naše se institucije sukladno tome ne nalaze na njihovim listama europskih obrazovnih institucija koje obrazuju konzervatore restauratore. Treba istaknuti i da je nekada Republika Hrvatska imala status pridruženog člana, predstavnik je bila Dr.Sc. Šefka Horvat Kurbegović.

## Vanjske poveznice
- službena stranica  Arhivirana inačica izvorne stranice od 5. srpnja 2018. (Wayback Machine)